# Wilson Harris
Sir Wilson Harris (* 24. März 1921 in New Amsterdam; † 8. März 2018 in Chelmsford) war ein guyanischer Schriftsteller, der vor allem für seine Romane bekannt war. Daneben publizierte er auch Lyrik und Essays.

## Leben und Werk
Harris studierte in Georgetown. Er leitete als Landvermesser einige Expeditionen ins Landesinnere von Guyana, bevor er 1959 nach England emigrierte, wo er 1960 seinen ersten Roman Palace of the Peacock veröffentlichte. Gemeinsam mit den drei folgenden Romanen bildet er Harris’ sogenanntes Guyana-Quartett. Harris’ Werk ist von seiner Zeit als Landvermesser beeinflusst; es spielt häufig im guyanischen Hinterland und ist reich an Landschaftsbeschreibungen. Ein wiederkehrendes Thema ist das Verhältnis der westlichen Kultur zu den kolonialisierten Territorien und Völkern. Wiederholt setzte er dabei karibische und südamerikanische Mythen in Beziehung zu Grundwerken der europäischen Literatur und versuchte, Parallelen aufzudecken, die neue Perspektiven auf beide Kulturen ermöglichen sollen. In seiner Carnival Trilogy setzte er sich etwa mit der Odyssee, der Divina Commedia und dem Fauststoff auseinander. Sein Stil ist dabei abstrakt, vielschichtig und teilweise fantastisch; den Realismus lehnt er ab, da er ihn mit dem Imperialismus assoziiert und ihn für die Beschreibung karibischer und südamerikanischer Umfelder für inadäquat hält.
Verschiedene Kritiker unternahmen Versuche, Harris’ Werk literaturgeschichtlich einzuordnen; er selbst äußerte sich Kategorisierungen gegenüber ablehnend. Häufige Vergleiche beziehen sich auf die literarische Moderne sowie den Magischen Realismus. Obwohl er Bewunderung für Alejo Carpentier und Octavio Paz äußerte, wies Harris diesen Begriff als solchen jedoch zurück, da er ihn als unangemessene Vereinfachung betrachtete. Er selbst stellte eine Sympathie für den von John Keats geprägten Begriff der Negative Capability heraus – die Forderung nach der Fähigkeit des Künstlers, zu akzeptieren, dass nicht jeder komplexe Sachverhalt einfach aufgelöst werden könne. Explizit ablehnend äußerte er sich gegenüber postmodernen Poetiken, die er als „nihilistisch“ ansieht. Seine theoretischen Schriften gelten als existenzialistisch geprägt, teilweise weisen sie außerdem eine Nähe zu den Positionen von Martin Buber und Carl Gustav Jung auf.
Harris wurde zweimal mit dem Guyana Prize for Literature ausgezeichnet; 2010 wurde er zum Knight Bachelor geschlagen. Er verweigerte die Erlaubnis, eine Biografie über ihn zu verfassen, da er die Ansicht vertrat, alle wichtigen Informationen über ihn seien in seinem Werk zu finden.
Am 8. März 2018 starb er wenige Tage vor seinem 97. Geburtstag.

## Bibliografie

### Romane
- Palace of the Peacock, 1960
- The Far Journey of Oudin, 1961
- The Whole Armour, 1962
- The Secret Ladder, 1963
- Heartland, 1964
- The Eye of the Scarecrow, 1965
- The Waiting Room, 1967
- Tumatumari, 1968
- Ascent to Omai, 1970
- The Sleepers of Roraima, 1970
- The Age of the Rainmakers, 1971
- Black Marsden: A Tabula Rasa Comedy, 1972
- Companions of the Day and Night, 1975
- Enigma of Values: An Introduction, 1975
- Da Silva da Silva's Cultivated Wilderness/Genesis of the Clowns, 1977
- The Tree of the Sun, 1978
- The Angel at the Gate, 1982
- Carnival, 1985
- The Infinite Rehearsal, 1987
- The Four Banks of the River of Space, 1990
- Resurrection at Sorrow Hill, 1993
- The Carnival Trilogy (Carnival, The Infinite Rehearsal, The Four Banks of the River of Space), 1993
- Jonestown, 1996
- The Dark Jester, 2001
- The Mask of the Beggar, 2003
- The Ghost of Memory, 2006

### Erzählungen
- The Sleepers of Roraima, 1970
- The Age of the Rainmakers, 1971

### Lyrik
- Fetish Miniature Poets Series, 1951
- The Well and the Land, 1952
- Eternity to Season, 1954

### Essays und Vorträge
- Tradition and the West Indian Novel, 1965
- Tradition, the Writer and Society: Critical Essays, 1967
- History, Fable and Myth in the Caribbean and Guianas, 1970
- Fossil and Psyche, 1974
- Explorations: A Series of Talks and Articles 1966- 1981, 1981
- The Womb of Space: The Cross-Cultural Imagination, 1983
- The Radical Imagination (essays), 1992
- Selected Essays, 1999

## Belege
1. ↑  Message of Condolence from His Excellency, David Granger, President of the Cooperative Republic of Guyana on the passing of Sir Theodore Wilson Harris- March 24,1921- March 8, 2018, abgerufen am 9. März 2018
2. ↑  Eugene Benson, L. W. Conolly (Hrsg.): Encyclopedia of Post-Colonial Literatures in English. Band 2. 2nd edition. Routledge, London u. a. 2005, ISBN 0-415-27887-2, S. 630ff.
3. ↑  Hena Maes-Jelinek: The Labyrinth of Universality. 2006, S. xv ff.
4. ↑  Hena Maes-Jelinek: The Labyrinth of Universality. 2006, S. xvi.
5. ↑   contemporarywriters.com (Memento vom 15. Dezember 2010 im Internet Archive), gesehen am 6. August 2010
6. ↑  Guyana’s Wilson Harris receives Knighthood. In: kaieteurnewsonline.com. 12. Juni 2010, abgerufen am 6. Dezember 2018 (englisch).
7. ↑  Hena Maes-Jelinek: The Labyrinth of Universality. 2006, S. xiii.
8. ↑  Sir Wilson Harris obituary, abgerufen am 10. März 2018

| Personendaten    | Personendaten              |
| ---------------- | -------------------------- |
| NAME             | Harris, Wilson             |
| KURZBESCHREIBUNG | guyanischer Schriftsteller |
| GEBURTSDATUM     | 24. März 1921              |
| GEBURTSORT       | New Amsterdam (Guyana)     |
| STERBEDATUM      | 8. März 2018               |
| STERBEORT        | Chelmsford                 |